# 柯尼希斯多夫
柯尼希斯多夫是德国巴伐利亚州的一个市镇。总面积45.68平方公里，总人口2948人，其中男性1441人，女性1507人（2011年12月31日），人口密度65人/平方公里。